# Чхаидзе, Гия Юрьевич
Гия (Георгий) Юрьевич Чхаидзе (груз. გია ჩხაიძე; 27 февраля 1970, Ланчхути, Грузинская ССР, СССР) — советский и грузинский футболист.

## Биография

### Клубная карьера
Воспитанник школы тбилисского «Динамо». Первый официальный матч провёл за клуб ФШМ, далее выступал за кутаисское «Торпедо» и «Мерцхали». В 1989 году перешёл в «Гурию» Ланчхути, за который выступал до 1993 года. В том же году летом перешёл в клуб «Колхети-1913». С 1994 по 1996 годы выступал за «Самтредию», за которую провёл 53 матча в чемпионате Грузии и забил 2 гола. После чего выступал за тбилисское «Динамо» и «Торпедо» Кутаиси. В 1999 году перешёл в российскую «Аланию». В чемпионате России дебютировал 29 мая в выездном матче 9-го тура против московского «Локомотива», выйдя на 67-й минуте матча на замену Герману Кутарбе. После «Алании» в 2000 году вернулся на родину, выступал за ряд клубов, завершил карьеру в 2007 году в «Мешакре».
Всего в чемпионатах Грузии сыграл 302 матча и забил 7 голов. Вошёл в список 22 лучших игроков чемпионата Грузии 1997/1998 на позиции левого защитника.

### Карьера в сборной
В период с 1998 по 1999 годы провёл три матча за национальную сборную Грузии.